# 国民民主党 (ネパール)
国民民主党（こくみんみんしゅとう、ネパール語: राष्ट्रिय प्रजातन्त्र पार्टी, ラテン文字転写: Rastriya Prajatantra Party、英: National Democratic Party; 略称: NDP）は、ネパールの政党。「国家民主党」とも。党首はプシュパティ･SJB・ラナ（Pashupati SJB Rana）。
ネパールが立憲君主制を採用した後、議会で王党派の立場をとり、過去にロケンドラ・バハドゥル・チャンドとスーリヤ・バハドゥル・タパの二人の首相がそれぞれ2回、内閣を組織している。
2005年、国民民主党ネパールが分派している。
2008年4月10日の制憲議会選挙では8議席と惨敗し、王制廃止に賛成した。